# 克洛斯特新堡
克洛斯特新堡（德語：Klosterneuburg，德語發音：[ˌkloːstɐˈnɔɪ̯bʊʁk] ⓘ）是奧地利東部下奧地利州的一個城市。人口有24,442人。位於維也納以北，多瑙河畔。當地著名的歷史景點是克洛斯特新堡修道院。